# Маршове за духов оркестър от Николай Братанов
Маршове за духов оркестър от Николай Братанов е албум с маршове за духов оркестър на композитора Николай Братанов, публикуван на 16 юни 1983 г. от БАЛКАНТОН. Диригенти при записване са били Иван Денов и Христо Тонев.
В албума са включени следните маршове:
- Първомайски парад
- Братята руси при Свищов
- Космически полет
- Потомци на Калоян
- България 1300 години
- Чавдарчета
- Юбилеен марш 100 години български духови оркестри
- Венера 3
- Млада, хубава Стояна
- Родина
- Комсомолци
- Партизански спомен